# Vírja
A vírja (szanszkrit: विर्या; páli: viriya; wylie: brtson 'grus) buddhista fogalom, amelyet általában úgy fordítanak, hogy „energia”, „szorgalom”, „törekvés” vagy „erőfeszítés”. Megfogalmazható olyan hozzáállásként, amelyben szívesen foglalkozik az egyén üdvös cselekedetekkel, amely által végül jól és erényesen cselekszik.

## Mentális tényező
A buddhista Abhidharma tanításokban a vírját a következő módon határozzák meg:
- a hat alkalmi mentális tényező egyike a théraváda Abhidharmában
- a tizenegy erényes mentális tényező egyike a mahájáan Abhidharmában

Ebben az értelmezésben a vírja egy olyan hozzáállást fejez ki, amelyben a gyakorló odaadóan tesz üdvös dolgokat.
A Abhidharma-szamuccsaja szerint: 
Mi a vírja? A tudat szándéka, hogy mindig aktív legyen, eltökélt, megingathatatlan és fáradhatatlan. Tökéletesíti és megvalósítja azt, ami a pozitív dolgokat elősegíti.
A mahájána Abhidharma értelmezésében a vírja forgalmat jelent.

## Páli irodalom
A páli irodalomban a vírja a megvilágosodáshoz (bódipakkhijá-dhammá) vezető következő tulajdonságok fontos összetevője:
- öt spirituális képesség (indrija)
- öt erősség (bala)
- tíz vagy hat "tökéletesség" (páramitá)
- hét megvilágosodási tényező (boddzshanga).

A vírja a nemes nyolcrétű ösvényben szereplő "helyes erőfeszítésnek" és a "négy helyes erőfeszítésnek" (szamma-ppadhána) felel meg.
A Kítágiri-szuttában (MN 70) Buddha a következő tanácsot adja követőinek:
|  | „A tanítványnak, aki hitre lelt a Tanító tanításában, és kész rá, hogy megértse a jelentését, annak a tanítás üdvös és hasznos. A tanítvány számára, aki hitre lelt a Tanító tanításában, és kész rá, hogy megértse a jelentését, ez az, ami a Dhammával összhangban áll: Inkább rohadjon le a húsom, és csont és bőr legyek, de amíg nem érem el azt, ami emberi állhatatossággal, kitartással, küzdelemmel elérhető, állhatatosságom nem lankad” |
|  | |

## Más jellemzései
A vírja jelentheti a kitartó erőfeszítést, hogy valaki legyőzze a mentális ügyetlenségeit (akuszala dhamma), például érzelmeskedés, rossz akarat vagy bántalmazást (lásd még: ahimsza és nekkhamma).
A vírjával a helyes viselkedésmód ahhoz, hogy a gyakorló elérje a dhjána meditációs szintet.
Továbbá jelenthet bátorságot és fizikai erőt is, amelyet a saolin szerzetesek is gyakoroltak a kolostorokban. Erős jellemet kölcsönöz és a másokkal való jótétemény megingathatatlan szándékát szilárdítja meg.